# Norsar

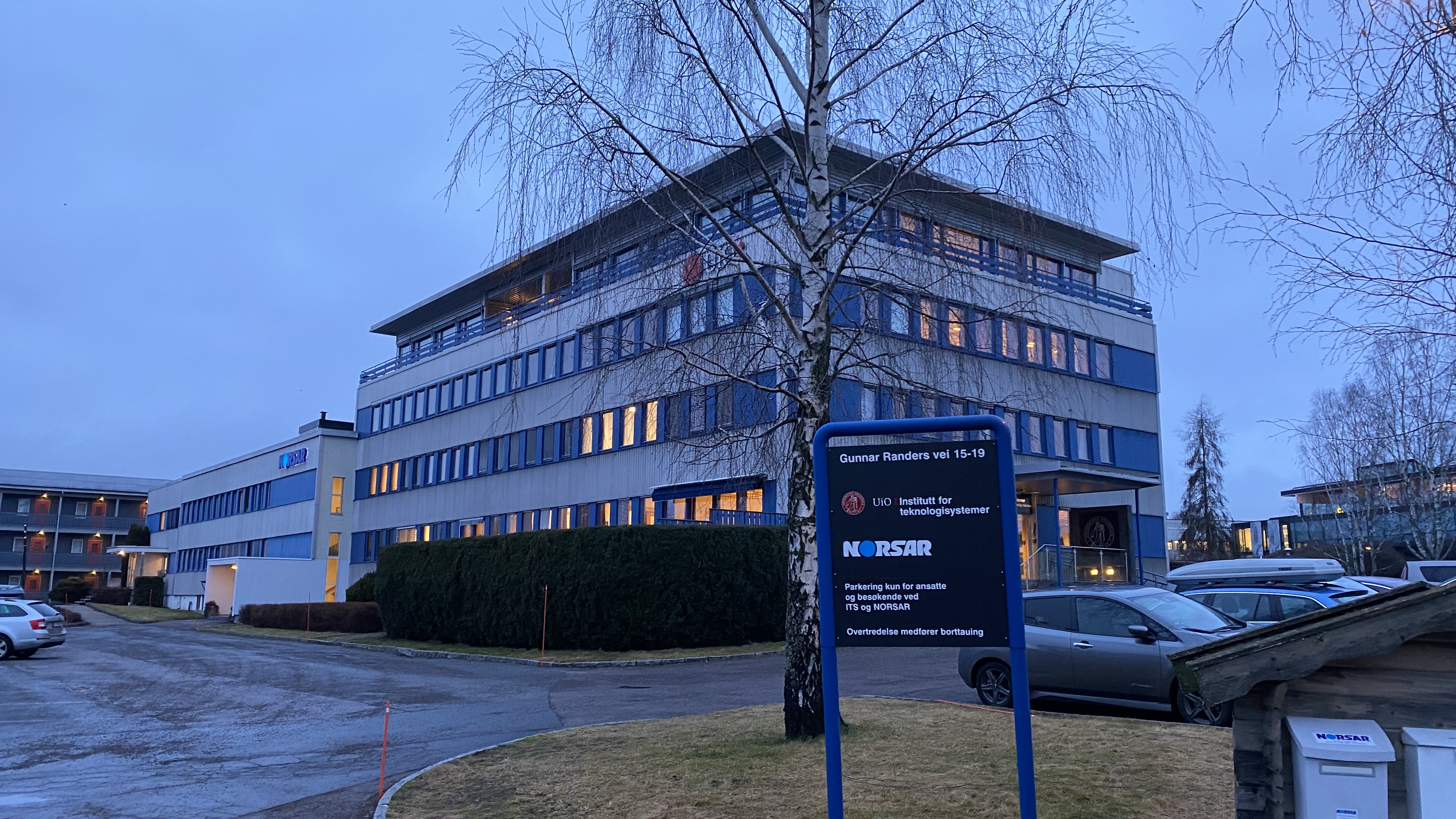
Norsars huvudkontor

Norsar eller Norwegian Seismic Array är ett norskt forskningsinstitut, bildat 1968 som en del av ett samarbete med USA i syfte att upptäcka jordbävningar och kärnvapenexplosioner.
Sedan 1999 är det ett självständigt forskningscentrum, beläget i Kjeller, norr om Oslo. 